# Jante Wortel
Jante Wortel (Assen, 1996) is een Nederlands romanschrijfster en essayist. 

## Opleiding en werk
Wortel groeide op in Assen. Ze volgde de opleiding Creative Writing aan ArtEZ in Arnhem. Voorafgaand aan haar romandebuut in 2022 publiceerde Wortel korte verhalen en essays in diverse literaire tijdschriften, waaronder De Optimist. In 2015 won zij de landelijke Kunstbende in de categorie Taal en in 2016 de Groningse voorronde van de schrijfwedstrijd Write Now!. Zij nam verder deel aan een talentontwikkeltraject van Wintertuin.
In 2022 debuteerde ze met de roman Weerlicht. Het boek werd genomineerd voor De Bronzen Uil, Beste Boek voor Jongeren, en de Hebban Debuutprijs. Weerlicht werd aangewezen als Lezen voor de Lijst-boek (categorie 15-18 jaar, niveau 1). Haar tweede roman Ik, de ander verschijnt in juli 2025.
In 2024 werd ze door Marja Pruis opgenomen in 11 onder 35, een selectie van de beste schrijvers onder de 35 jaar.